# Crocidura rapax
Crocidura rapax és una espècie de mamífer de la família de les musaranyes (Soricidae). Viu a la Xina (Guangxi, Guizhou, Hainan, Hunan, Sichuan, Yunnan), l'Índia i Taiwan.

## Subespècies
- Crocidura rapax kurodai (Jameson i Jones, 1977).[3]
- Crocidura rapax lutaoensis (Fang i Lee, 2002).[4]
- Crocidura rapax rapax (G. Allen, 1923).[5]
- Crocidura rapax tadae (Tokuda i Kano, 1936).[6][7][8]